# Sri Muktsar Sahib
Sri Muktsar Sahib  (Panjabi ਸ੍ਰੀ ਮੁਕਤਸਰ ਸਾਹਿਬ), bis 2012 Muktsar,  ist eine Stadt (Municipal Council) im indischen Bundesstaat Punjab. 
Die Stadt liegt im Tiefland 38 km von der pakistanischen Grenze entfernt. Die Stadt Bathinda liegt 50 km südöstlich.
Sri Muktsar Sahib ist Verwaltungssitz des gleichnamigen Distrikts.
Die Stadt hatte beim Zensus 2011 116.747 Einwohner. 
Am 31. Januar 2010 genehmigte das indische Innenministerium die von der Regierung des Punjab beantragte Umbenennung der Stadt Muktsar in Sri Muktsar Sahib – zu Erinnerung an das Gefecht, das hier am 29. Dezember 1705 zwischen der Armee des Großmogul Aurangzeb und einer Sikh-Streitmacht von Guru Gobind Singh stattgefunden hatte. Auch der zugehörige Distrikt wurde entsprechend umbenannt.

## Klima
Das örtliche Klima wird als lokales Steppenklima beschrieben. Das ganze Jahr über fällt wenig Niederschlag. In den Sommermonaten Juli, August und September, während der Monsunzeit, fallen die meisten Niederschläge. Der durchschnittliche Jahresniederschlag beträgt 384 mm. Die Jahresmitteltemperatur liegt bei 24,4 °C.
|                       | Jan  | Feb  | Mär  | Apr  | Mai  | Jun  | Jul  | Aug  | Sep  | Okt  | Nov  | Dez  |   |      |
| Mittl. Tagesmax. (°C) | 19,9 | 23,7 | 28,8 | 35,5 | 40,3 | 41,4 | 37,3 | 35,9 | 35,4 | 33,8 | 28,5 | 22,6 | ⌀ | 32   |
| Mittl. Tagesmin. (°C) | 5,0  | 7,6  | 12,1 | 17,9 | 23,1 | 26,9 | 27,1 | 26,3 | 23,7 | 17,0 | 9,5  | 6,0  | ⌀ | 16,9 |
|                       |      |      |      |      |      |      |      |      |      |      |      |      |   |      |
| Niederschlag (mm)     | 11   | 8    | 20   | 5    | 7    | 18   | 106  | 101  | 87   | 12   | 2    | 7    | Σ | 384  |

| 5,0 |

| 7,6 |

| 12,1 |

| 17,9 |

| 23,1 |

| 26,9 |

| 27,1 |

| 26,3 |

| 23,7 |

| 17,0 |

| 9,5 |

| 6,0 |

| 5,0 |

| 7,6 |

| 12,1 |

| 17,9 |

| 23,1 |

| 26,9 |

| 27,1 |

| 26,3 |

| 23,7 |

| 17,0 |

| 9,5 |

| 6,0 |

## Persönlichkeiten
- Kamalpreet Kaur (* 1996), Diskuswerferin